# Trinomys
Trinomys es un género de roedores histricomorfos de la familia Echimyidae. Son propios de Sudamérica.

## Especies
Se conocen las siguientes:
- Trinomys albispinus (I. Geoffroy Saint-Hilaire, 1838)
- Trinomys dimidiatus (Günther, 1877)
- Trinomys eliasi (Pessôa & Reis, 1993)
- Trinomys gratiosus (Moojen, 1948)
- Trinomys iheringi (Thomas, 1911)
- Trinomys mirapitanga Lara, Patton & Hingst-Zaher, 2002
- Trinomys moojeni (Pessôa, Oliveira & Reis, 1992)
- Trinomys myosuros (Lichtenstein, 1820)
- Trinomys paratus (Moojen, 1948)
- Trinomys setosus (Desmarest, 1817)
- Trinomys yonenagae Rocha, 1995